# Osvícenství

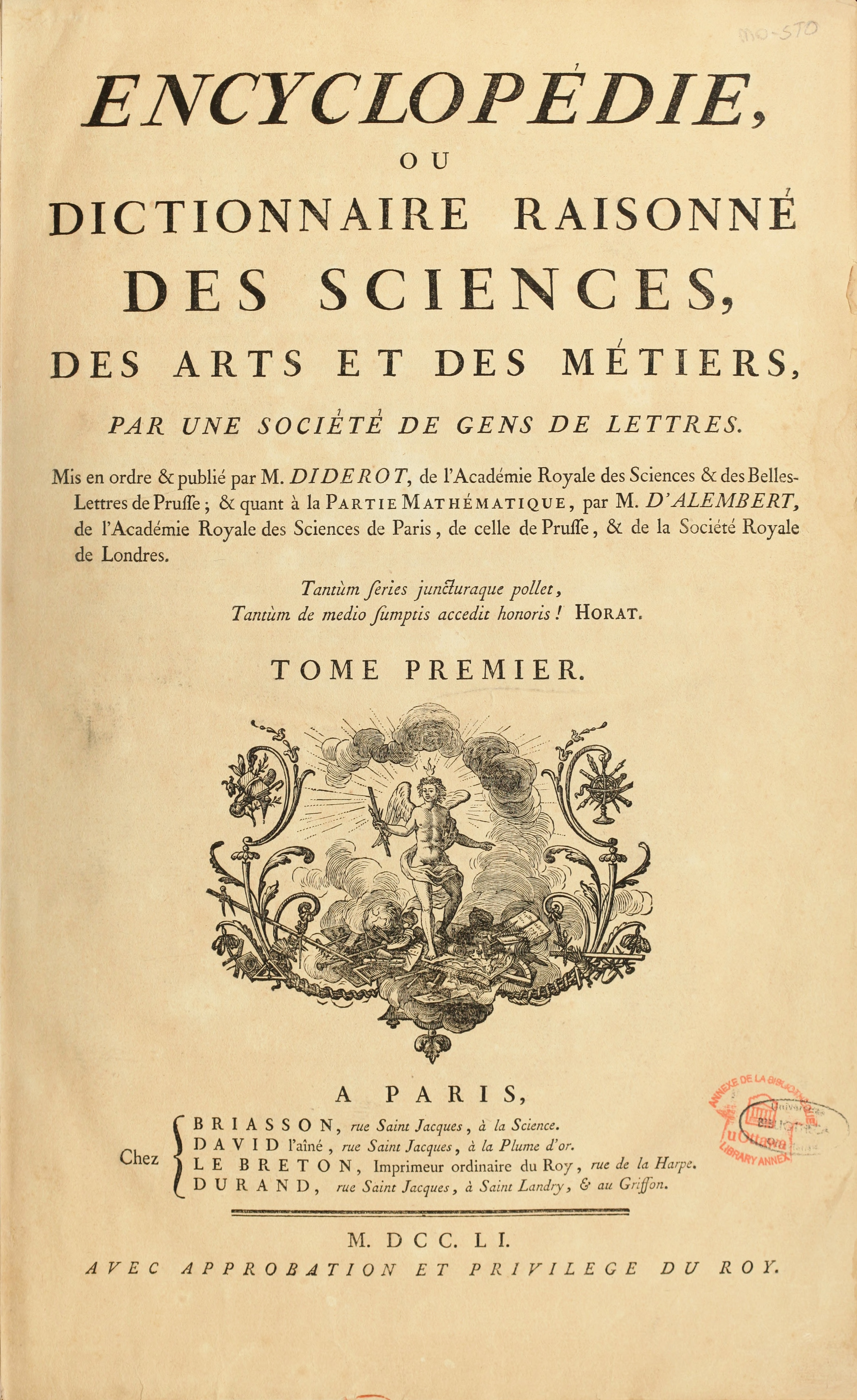
První strana Diderotovy a d'Alembertovy Encyklopedie

Osvícenství je intelektuální směr, životní postoj a filozofický směr 17. až 18. století, který znamenal převrat ve vývoji evropského myšlení. Osvícenství je odmítavou reakcí na barokní religiozitu, proti níž staví vlastní prostředky a možnosti člověka: racionalismus, logiku a humanismus. Vytvořilo vlastní duchovní, etické a estetické principy, do té doby neznámé, které daly základ mj. dnešním konceptům občanské svobody a rovnosti, demokracie, pokroku a lidských práv.

## Osvícenství jako myšlenková epocha

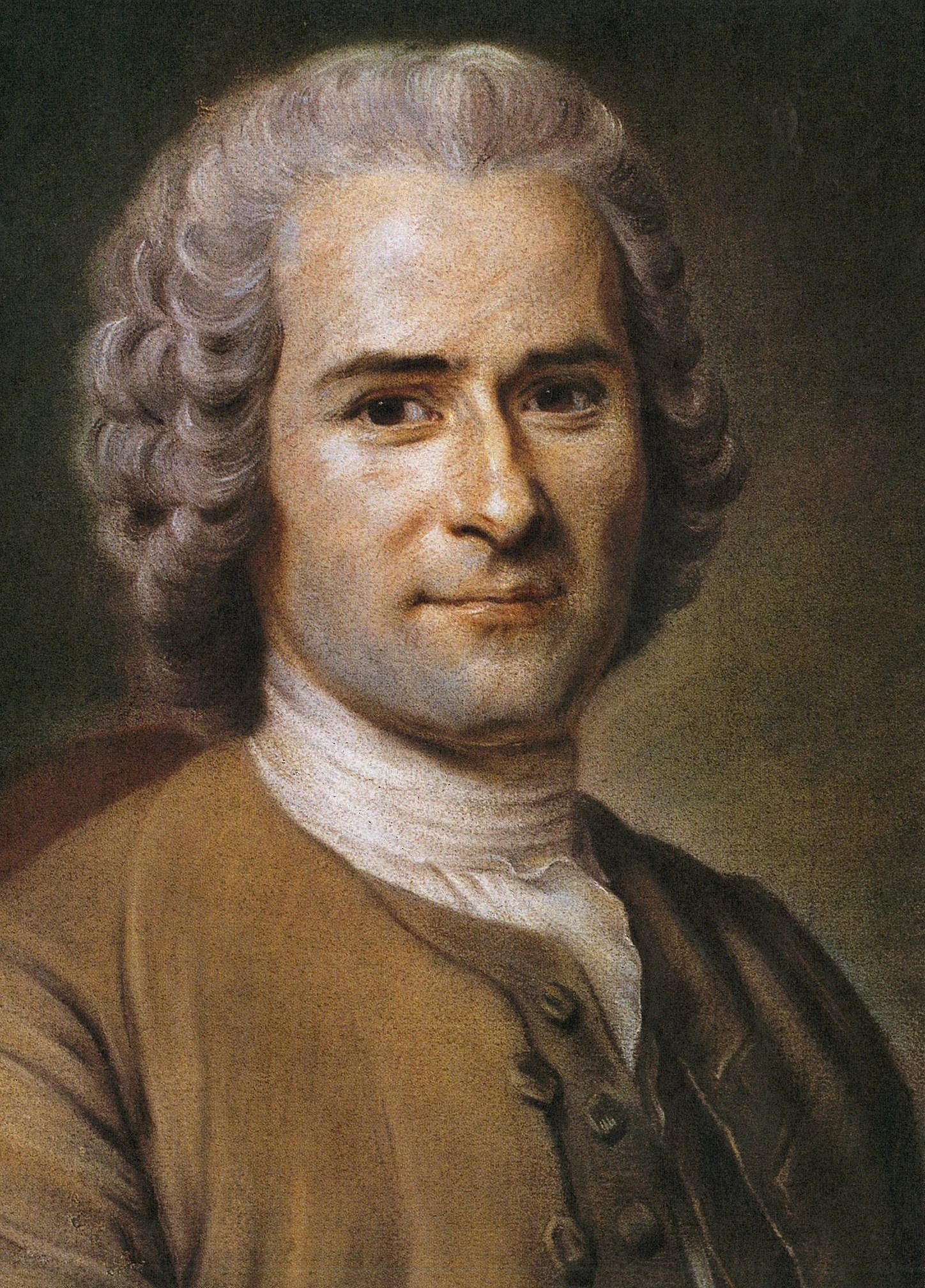
Jean-Jacques Rousseau, jeden z významných představitelů osvícenství

## Osvícenství v politice

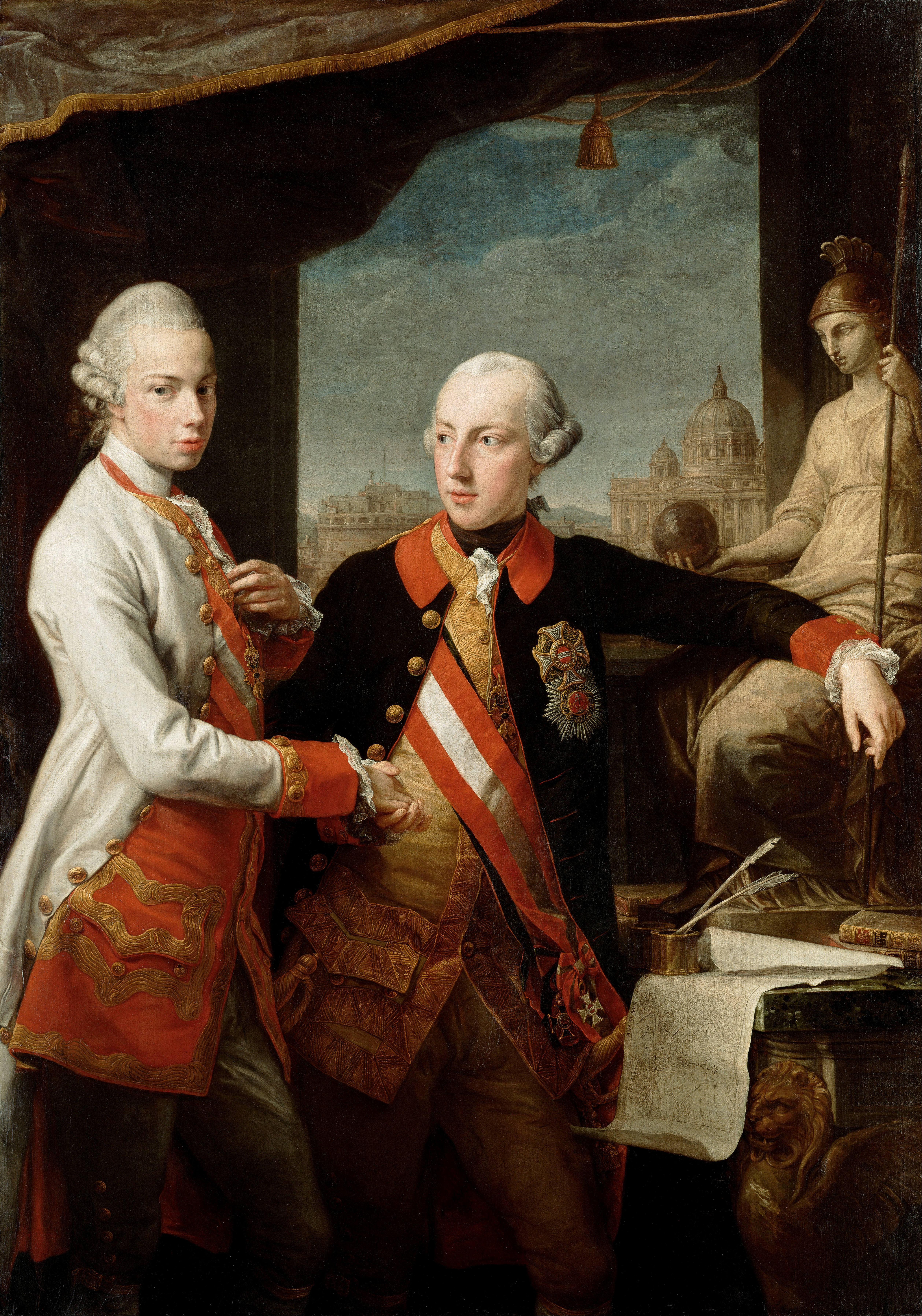
Rakouský císař Josef II. spolu se svým bratrem a pozdějším nástupcem Leopoldem. Za vlád obou císařů byly realizovány osvícenské reformy a období jejich panování bývá označováno jako osvícenský absolutismus.

## Osvícenství ve vědě

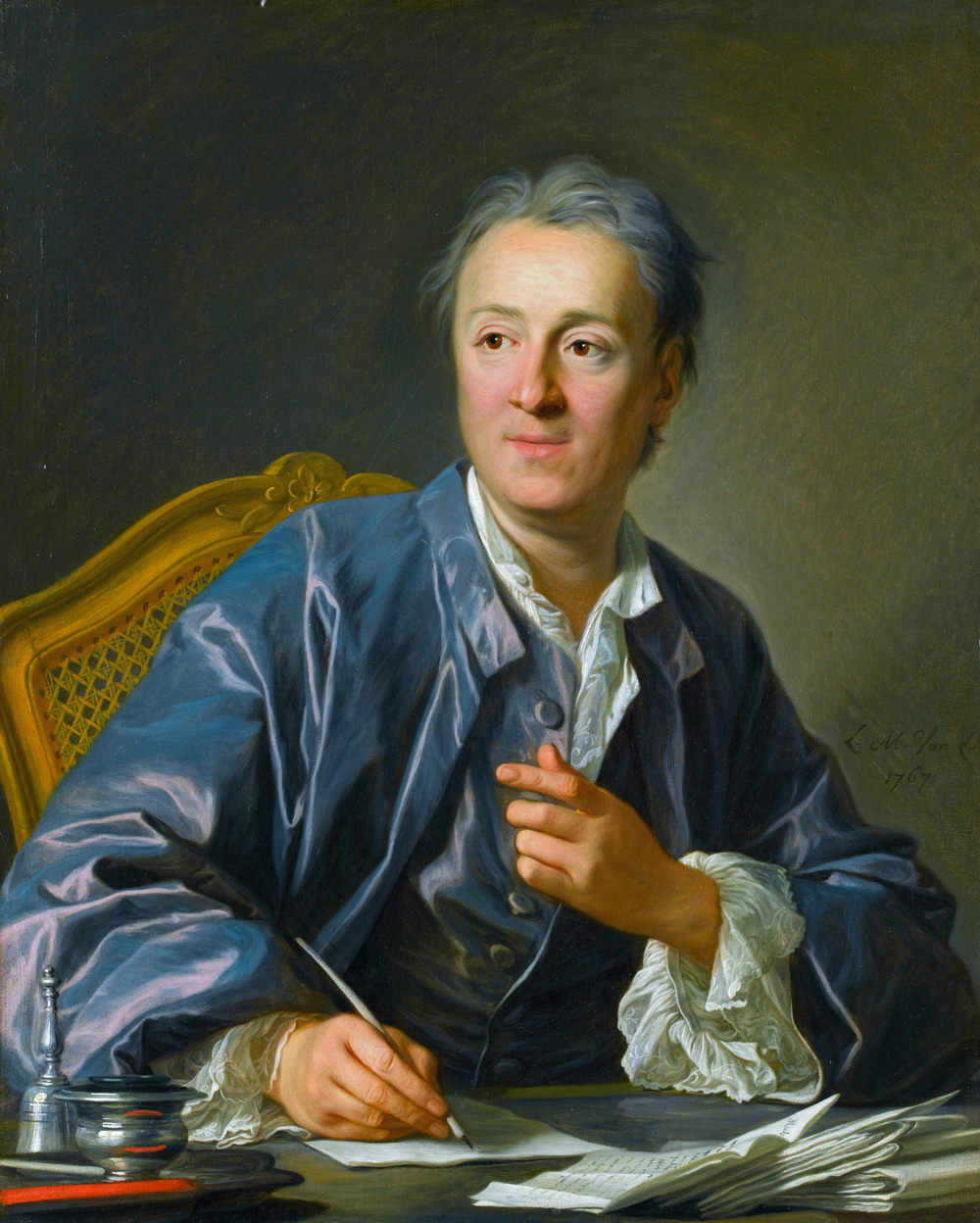
Denis Diderot